# Vacansoleil (bedrijf)
Vacansoleil is een website voor het boeken van campingvakanties. De aangeboden bestemmingen liggen in West- en Zuid-Europa. In 2023 werd het overgenomen door de Pierre et Vacances-groep.

## Geschiedenis
Het familiebedrijf Vacansoleil werd in 1969 opgericht door Frans Backers en later door zijn zoon Wim verder uitgebreid. Het bedrijf is inmiddels uitgegroeid tot Europees marktleider als aanbieder van campingvakanties, met kantoren in acht landen. In 1990 werd een eigen reisbureau geopend en in 2001 werd het bedrijf een erkend leerbedrijf namens het landelijk orgaan van Beroepsonderwijs Horeca, Toerisme en Voeding. In 2003 werd de eerste eigen camping aangeschaft, Le Chêne Gris nabij Parijs die het begin zou vormen van de campingketen Iris Parc. Hier kwamen in 2007 nog de camping Le Grand Dague, in 2011 de camping Château de Galaure en in 2015 camping Birkelt in Luxemburg bij. Medio maart 2021 zijn alle campings weer verkocht.
Tegenwoordig biedt Vacansoleil op meer dan 550 campings staanplaatsen, volledig ingerichte tenten en stacaravans al dan niet met sanitair aan, in 19 landen verspreid over geheel Europa.
Op 26 september 2023 vroeg het bedrijf na een mislukte overnamepoging uitstel van betaling aan bij de rechtbank Oost-Brabant. Twee dagen later werd het bedrijf definitief failliet verklaard.
In december 2023 nam maeva, een dochteronderneming van de groep pierre et vacances center parks, het merk Vacansoleil over. De boekingssite werd de daaropvolgende maand heropend.

## Sponsorschap

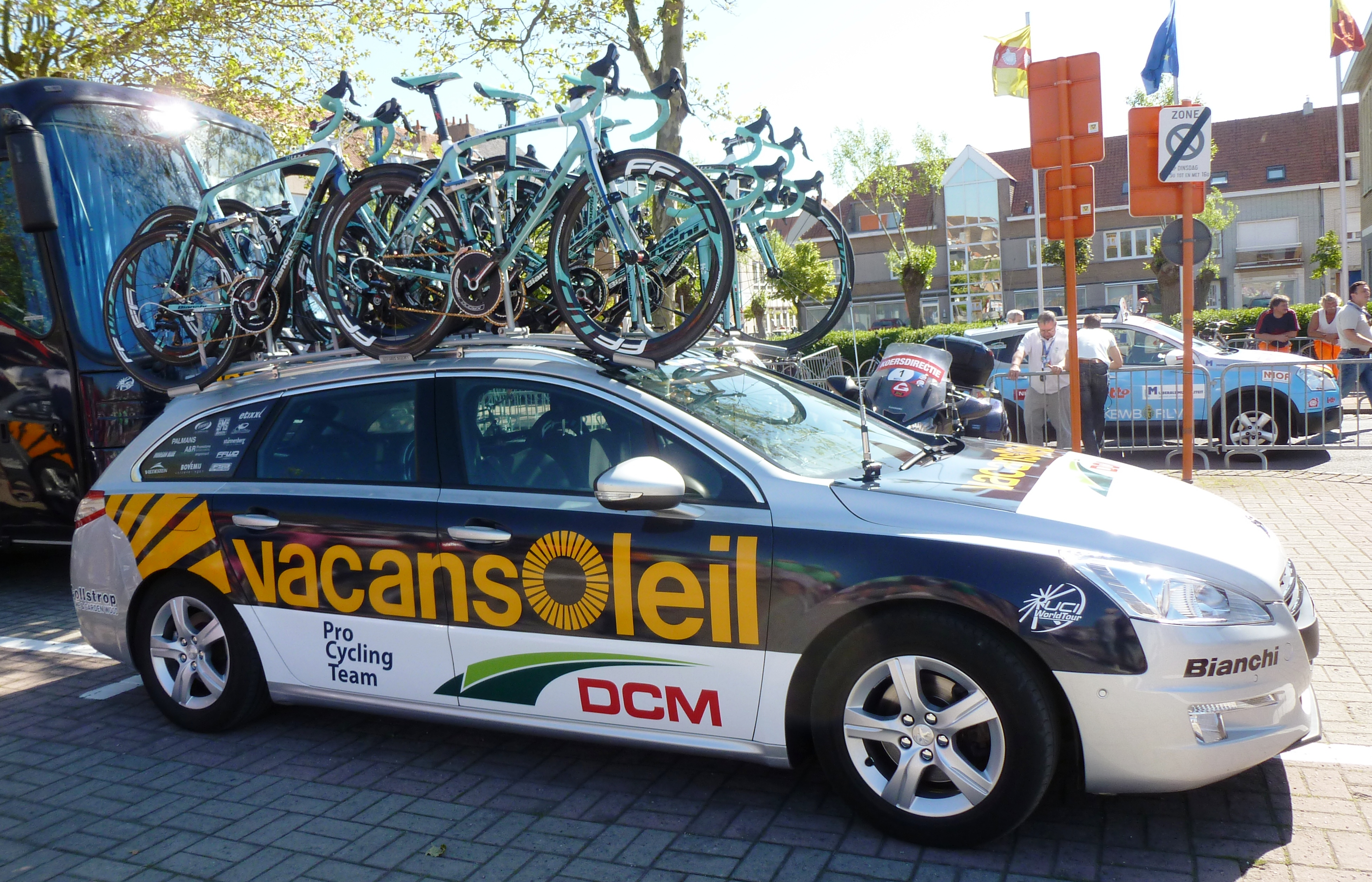
Vacansoleil als sponsor

Vacansoleil was van 2009 tot 2014 hoofd- en naamsponsor van de wielerploeg Vacansoleil-DCM dat deel uitmaakt van het profpeloton. Daarnaast is Vacansoleil sponsor en initiatiefnemer van RTL 4- en VTM-televisieprogramma Campinglife en Club Camping. In december 2021 is het bedrijf verbonden aan Jumbo-Visma als shirtsponsor van het vrouwenteam en als partner aan het gehele topsportteam, inclusief de schaatsploeg.